# Stipe Plazibat
Stipe Plazibat (født 31. august 1989) er en kroatisk fodboldspiller.